# Muszkieterzy (organizacja)
Muszkieterzy (Muszkieterowie), krypt. „Mu”, „Nurki”, „Regimenty Mu”, „Żupany” – polska organizacja konspiracyjna o charakterze wywiadowczym, działająca w okresie II wojny światowej.
Muszkieterzy byli głęboko zakonspirowaną organizacją, o której niewiele obecnie wiadomo. Wobec skromnego materiału źródłowego i niewielu wspomnień byłych członków, badacze zmuszeni są do tworzenia licznych hipotez, które trudno zweryfikować. Wiadomo, że organizacja utworzona została na początku października lub listopada 1939 r. w Warszawie z inicjatywy inż. kpt. Stefana Witkowskiego ps. „Kapitan”, „Doktor Zet”, „Dyrektor”, „Inżynier”, „Tęczyński”, „Kaniewski”. Jedna z hipotez dotyczących nazwy organizacji mówi, że pochodzi ona z końcowego okresu walk podczas wojny obronnej 1939 r., kiedy kpt. S. Witkowski dowodził dywersyjnym oddziałem uzbrojonym m.in. w karabiny przeciwpancerne wz. 35. Dowódca Samodzielnej Grupy Operacyjnej „Polesie”, gen. Franciszek Kleeberg, miał nazwać ów oddział „muszkieterami” od długości karabinów, wynoszącej 1760 mm. S. Witkowski podczas tworzenia swojej organizacji powoływał się na dyspozycje przekazane mu przez gen. Władysława Sikorskiego.
Do Muszkieterów należeli przede wszystkim młodzi oficerowie służby czynnej i rezerwy oraz osoby wywodzące się ze środowisk technicznych (znajomości przedwojenne inż. S. Witkowskiego) i innych organizacji konspiracyjnych. W organizacji tej między innymi działali inż. Antoni Kocjan (przedwojenny konstruktor szybowców) i Tadeusz Derengowski (instr. szybowcowy i pilot samolotowy). W 1940 r. Muszkieterowie wchodzili w skład Centralnego Komitetu Organizacji Niepodległościowych, od którego otrzymywali środki finansowe. Prowadzili głównie działalność wywiadowczą, w tym także na obszarze Rzeszy i polskich obszarach zajętych po 17 września 1939 r. przez ZSRR, oraz kontrwywiadowczą. Silna placówka wywiadowcza, tzw. baza, znajdowała się też w Budapeszcie.
W okresie od połowy 1940 r. do wiosny 1941 r. struktura organizacyjna kierownictwa Muszkieterów wyglądała następująco:
- komenda główna:
  - szef – kpt. Stefan Witkowski,
- sztab wraz z biurem:
  - kwatermistrz – Andrzej Lipkowski,
  - propaganda – Julian Wapniarski, potem Stefan Tarnowski,
  - szef rejonów wywiadowczych – mjr Wincenty Mischke ps. „Henryk”,
  - szef kontrwywiadu – Stefan Dembiński ps. „Antoni”,
  - łączność – Aleksander Wielopolski ps. „Karol”, potem płk Jerzy Jastrzębski ps. „Jan”.

1 maja 1941 r. komenda główna została przemianowana na kapitanat.
Siatka wywiadowcza w terenie składała się z 8 rejonów wywiadowczych, a te z grup. W celu jej wizytacji kpt. S. Witkowski potrafił podróżować po Niemczech przebrany za wysokiego rangą oficera SS pod fałszywym nazwiskiem Artur (August) von Tierbach.
Muszkieterzy mieli bezpośredni kontakt z brytyjskim wywiadem Intelligence Service, któremu przekazywali regularnie meldunki wywiadowcze, dzięki czemu mogli się cieszyć niezależnością od innych organizacji podziemnych, głównie ZWZ-AK. Prowadzili jednak z nimi współpracę. Na przełomie 1940 i 1941 r. komórka kontrwywiadu Muszkieterów z jej szefami S. Dembińskim i Kazimierzem Leskim została podporządkowana KG ZWZ.
Niektórzy badacze wysuwają hipotezy, że Muszkieterzy na przełomie 1941 i 1942 r. prowadzili bardzo tajemniczą grę w celu porozumienia się z Niemcami. Nawiązali oni kontakt z przebywającym na Węgrzech marszałkiem Edwardem Śmigłym-Rydzem oraz byłym premierem Leonem Kozłowskim. Prawdopodobnie w związku z tą sprawą płk Marian Steifer sondował za pośrednictwem węgierskim zainteresowanie Niemców ewentualnym utworzeniem polskiego rządu współpracującego z Rzeszą. W październiku 1941 r. marszałek Śmigły-Rydz powrócił do okupowanej Polski. W grudniu tego roku kpt. S. Witkowski, za wiedzą Niemców, wysłał swoich bliskich współpracowników rtm. Czesława Szadkowskiego, ppor. Czesława Wasilewskiego, por. Kazimierza Rutkowskiego i pchor. Antoniego Pohoskiego z tajną misją do gen. Władysława Andersa przebywającego w Buzułuku w ZSRR. Mieli oni przekazać rozkaz podjęcia współpracy z Niemcami przeciwko Sowietom (przejście na drugą stronę frontu wraz z całą armią), rzekomo wydany przez marszałka E. Rydza-Śmigłego. Istnieją niezweryfikowane przypuszczenia, że kpt. S. Witkowski wspólnie z marszałkiem E. Rydzem-Śmigłym i L. Kozłowskim podjęli próbę jakiegoś porozumienia się z Niemcami. Potwierdza to niepublikowany raport z grudnia 1941 r. autorstwa mjr. Stanisława Sławińskiego, który był oficerem kontrwywiadu ZWZ, według którego kpt. S. Witkowski miał w październiku lub listopadzie 1941 r. jeździć do Berlina na rokowania z dostojnikami hitlerowskimi.
6 grudnia 1941 r. podpisane zostały dokumenty scaleniowe ZWZ i Muszkieterów. Kilka miesięcy później wobec niezgody kpt. S. Witkowskiego na ujawnienie agentów głębokiego wywiadu na terenie Rzeszy, z rozkazu gen. Stefana Roweckiego ps. „Grot”, został on pozbawiony dowództwa Muszkieterów. W sierpniu 1942 r. KG AK oskarżyła go o niesubordynację i współpracę z Abwehrą i Gestapo. Wojskowy Sąd Specjalny skazał go na karę śmierci. Wyrok wykonała komórka egzekucyjna AK 18 września tego roku. Wcześniej Muszkieterzy zostali rozwiązani rozkazem komendanta głównego AK, gen. S. Roweckiego z 27 sierpnia 1942 r. Większość członków organizacji przeszła do AK, część do innych organizacji podziemnych.